# BB 67300
,,,
Les BB 67300 sont des locomotives diesel/électriques de la SNCF pour service mixte voyageurs ou marchandises. Elles ont été commandées le 15 décembre 1965, et la première a été mise en service le 5 décembre 1967 au dépôt de Chambéry. Les vingt dernières machines n'ont pas été livrées neuves, mais sont issues de la transformation de BB 67000. Ces locomotives sont aptes à circuler en unités multiples (UM) entre elles et avec les BB 67400.

## Histoire

### Voyageurs
- Valence - Grenoble - Chambéry - Genève (en service international),
- Valence - Grenoble - Chambéry - Annecy,
- Grenoble - Veynes - Gap (par la ligne des Alpes) dont la traction de rames composées de 4 remorques d'autorails Decauville, la machine est utilisée pour le graissage des rails sur cette ligne,
- Grenoble - Lyon,
- Lyon - Chambéry - Albertville - Bourg-Saint-Maurice en UM avant l'électrification pour les Jeux Olympiques de 1992,
- Paris Nord - Laon en UM avec BB 67400,
- Tours - Lyon-Part-Dieu - Grenoble ou Lyon-Perrache après électrification de la ligne Tours - Le-Croisic,
- Tours - Le Mans - Caen,
- Marseille - Veynes - Gap - Briançon,
- Bordeaux - Limoges,
- Nantes - La-Roche-Sur-Yon - Les-Sables-d'Olonne
- Nantes - La-Roche-sur-Yon - La Rochelle - Rochefort - Saintes - Bordeaux Saint-Jean en UM,
- Nantes - Lyon-Perrache en UM avant électrification de l'étoile d'Angers pour les compositions renforcées des machines de ce premier dépôt,
- Paris - Clermont-Ferrand - Le Mont-Dore,
- Paris - Clermont-Ferrand - Aurillac,
- Bourges - Montluçon (relayant une locomotive électrique sur la relation Paris-Austerlitz - Montluçon), jusqu'en décembre 2018, date de la suppression de la relation directe. Désormais, une correspondance s'effectue dans les gares de Bourges ou de Vierzon-Ville.
- Ligne d'Auray à Quiberon[5],[6],[7]
- Saint-Brieuc[7] - Ligne de Plouaret à Lannion[6],
- Nantes - Ligne de Savenay à Landerneau - Brest [5],[7],[6]

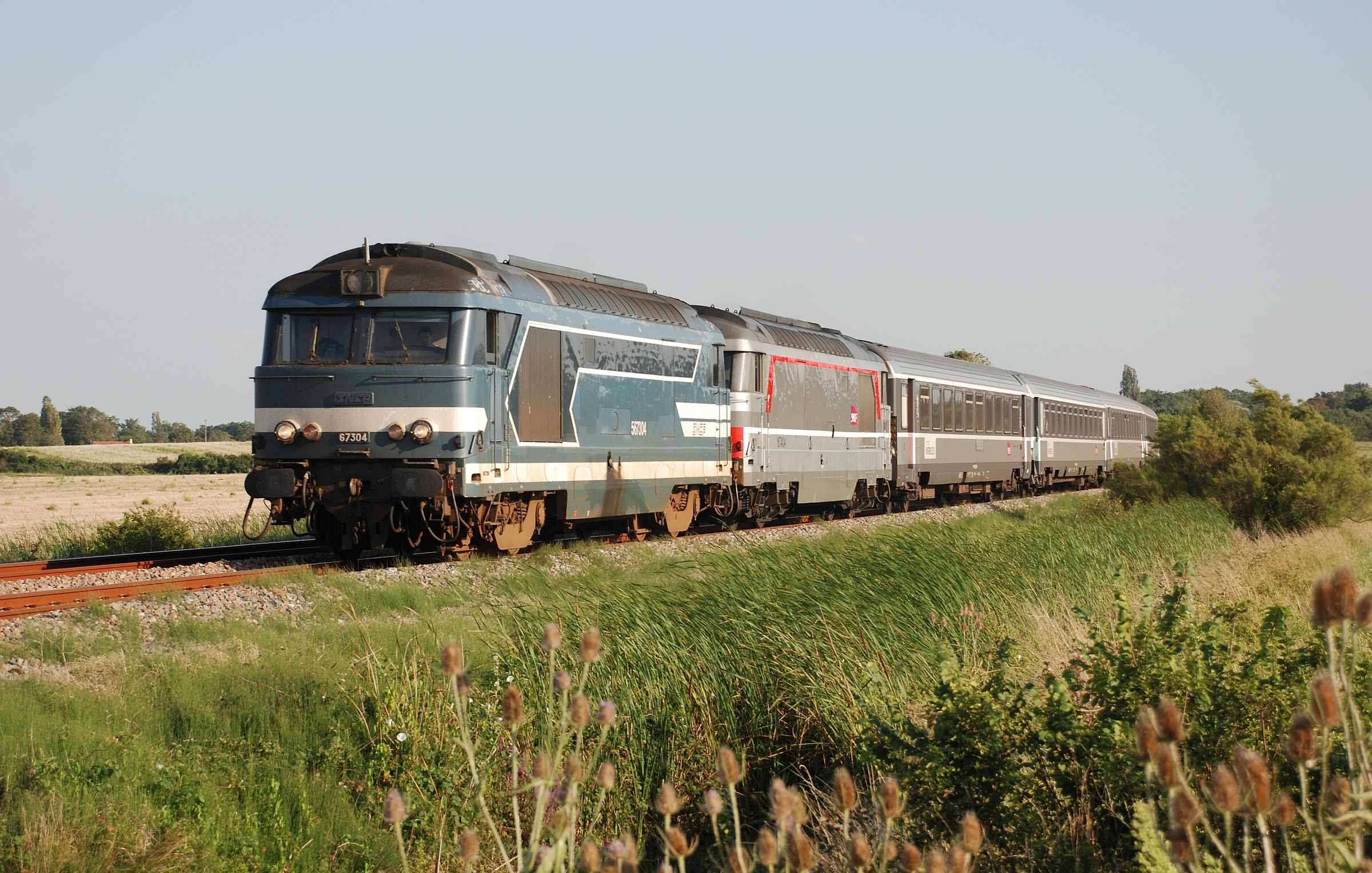
Le 9 août 2007, un train Bordeaux Nantes est à proximité de Saint Laurent de la Prée-Fouras; le 67304 est en tête, suivi du 67404.

- Ligne de Rennes à Saint-Malo[6]

(liste non exhaustive)

### TER Basse-Normandie
- Caen - Argentan - Alençon[7],[6] (avec Rame Inox Omnibus ou Rame Réversible Régionale)
- Axe régional sur la Ligne de Paris à Granville avec la Gare de Dreux [7],[6](avec Rame Inox Omnibus ou Rame Réversible Régionale)

### TER Bourgogne
- Roanne - Moulins - Nevers[7] (Rame Réversible Régionale)
- Nevers - Décize[7] (avec Rame Réversible Régionale)

### TER Bretagne
- Ligne de Rennes à Châteaubriant[7] (avec Rame Réversible Régionale),
- Ligne de Rennes à Redon[7],[6](avec Rame Réversible Régionale),
- Rennes - Saint-Brieuc[6] (avec Rame Réversible Régionale),
- Rennes - Saint-Malo[6] (avec Rame Réversible Régionale),
- Rennes - Vitré - Laval[7] (avec Rame Réversible Régionale)

### TER Centre
- Tours - Bléré-la-Croix, (avec Rame Inox Omnibus)
- Tours - Gare de Saint-Aignan - Noyers (avec Rame Inox Omnibus)
- Tours - Vierzon, (avec Voiture Unifiée de Service Intérieur ou Rame Inox Omnibus)
- Vierzon - Mehun-sur-Yèvres - Bourges (avec Voiture Unifiée de Service Intérieur ou Rame Inox Omnibus)

- Tours - Château-du-Loir, (avec Rame Inox Omnibus)
- Tours - Nevers[6] (avec Voiture Unifiée de Service Intérieur ou Voiture Corail TU[8])
- Bourges - Nérondes[7] (avec Rame Inox Omnibus)
- Bourges - Nevers[6] (avec Rame Inox Omnibus)
- Bourges - Saint-Amand-Montrond - Montluçon[6] (avec Voiture Unifiée de Service Intérieur ou selon la ville en Rame Inox Omnibus)

### TER Rhône-Alpesou Stélyrail
- Lyon - Roanne, (avec Rame Réversible Régionale)
- Roanne - St Étienne Chateaucreux, (avec Rame Réversible Régionale)
- Lyon - St Étienne Chateaucreux - Roanne, (avec Rame Réversible Régionale)
- Chambéry - Albertville (avec Rame Réversible Régionale)
- Grenoble - Jarrie-Vizille (avec Rame Réversible Régionale)
- Saint-Etienne - Firminy - Monistrol-sur-Loire (avec Rame Réversible Régionale)
- Saint-Marcellin - Grenoble - Grenoble-Universités-Gières - Chambéry (service terminé le 2 mai 2016), avec Rame Réversible Régionale.
- Valence - Romans-sur-Isère - Moirans - Grenoble - Gières - Montmélian - Chambéry -  Aix-les-Bains - Culoz - Bellegarde et Genève-Cornavin (sur le parcours sans être intégral avec Voiture Unifiée de Service Intérieur, Voiture Corail TU[8] et Rame Réversible Régionale)

(liste non exhaustive)

### Marchandises
- Rennes - Auray(W)[7],[6] - Pontivy[5]

- Portes-lès-Valence - Valence - Grenoble - Chambéry
- Lyon - Grenoble
- Lyon - Roanne
- Tours - Vierzon
- Clermont-Ferrand - Le Mont-Dore

(liste non exhaustive)

## Dépôts titulaires au gré des affectations et mutations
Dépôts titulaires au gré des affectations et mutations :
- Strasbourg[10]
- Rennes[10],[7]
- Tours-Saint-Pierre-des-Corps[10]
- Vénissieux[10]
- Nimes[10]
- Rennes (US 67291)[10]
- Bordeaux-Saint-Jean[11]
- Nantes-Blottereau[11],[12]
- Chambéry[13]
- Caen[13]
- Longueau[14]
- STF Auvergne[15]
- Technicentre Auvergne/Nivernais[15]
- STF Rhône-Alpes[16]

La dernière locomotive de la série BB 67300 est radiée le 18 décembre 2018.

### Machines particulières
- La BB 67373 (ci-contre) est la seule à avoir été peinte en livrée Corail + bleue (la livrée « Isabelle ») et gris métallisé au dépôt de Tours-Saint-Pierre. Elle a été mutée fin 2008 au dépôt de Chambéry.
- La BB 67390 a été le prototype des BB 67300; elle a porté successivement les numéros BB 67036 (sortie d'usine), puis BB 67291 en 1967, et pour finir BB 67390 en 1979 lors de sa conversion en 67300.

### Livrées

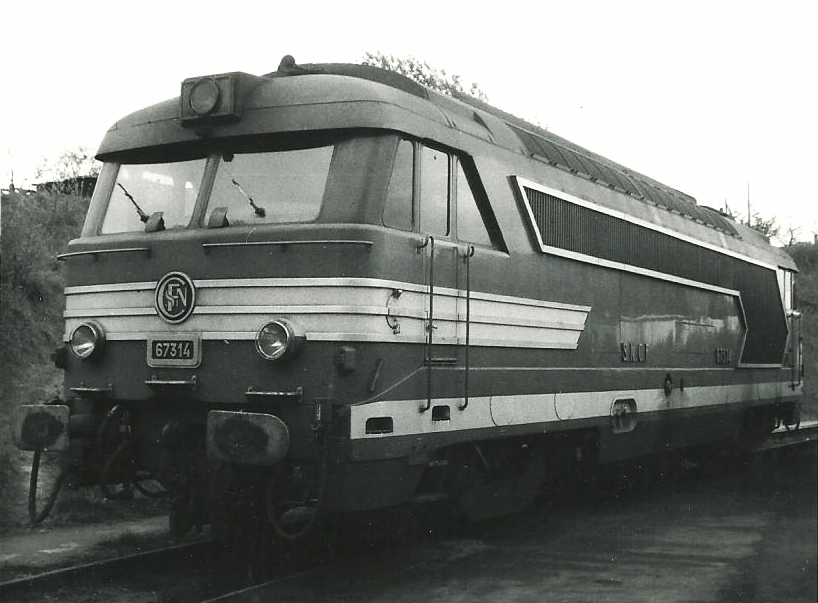
Livrée "Bleu diesel" d’origine à moustaches en aluminium
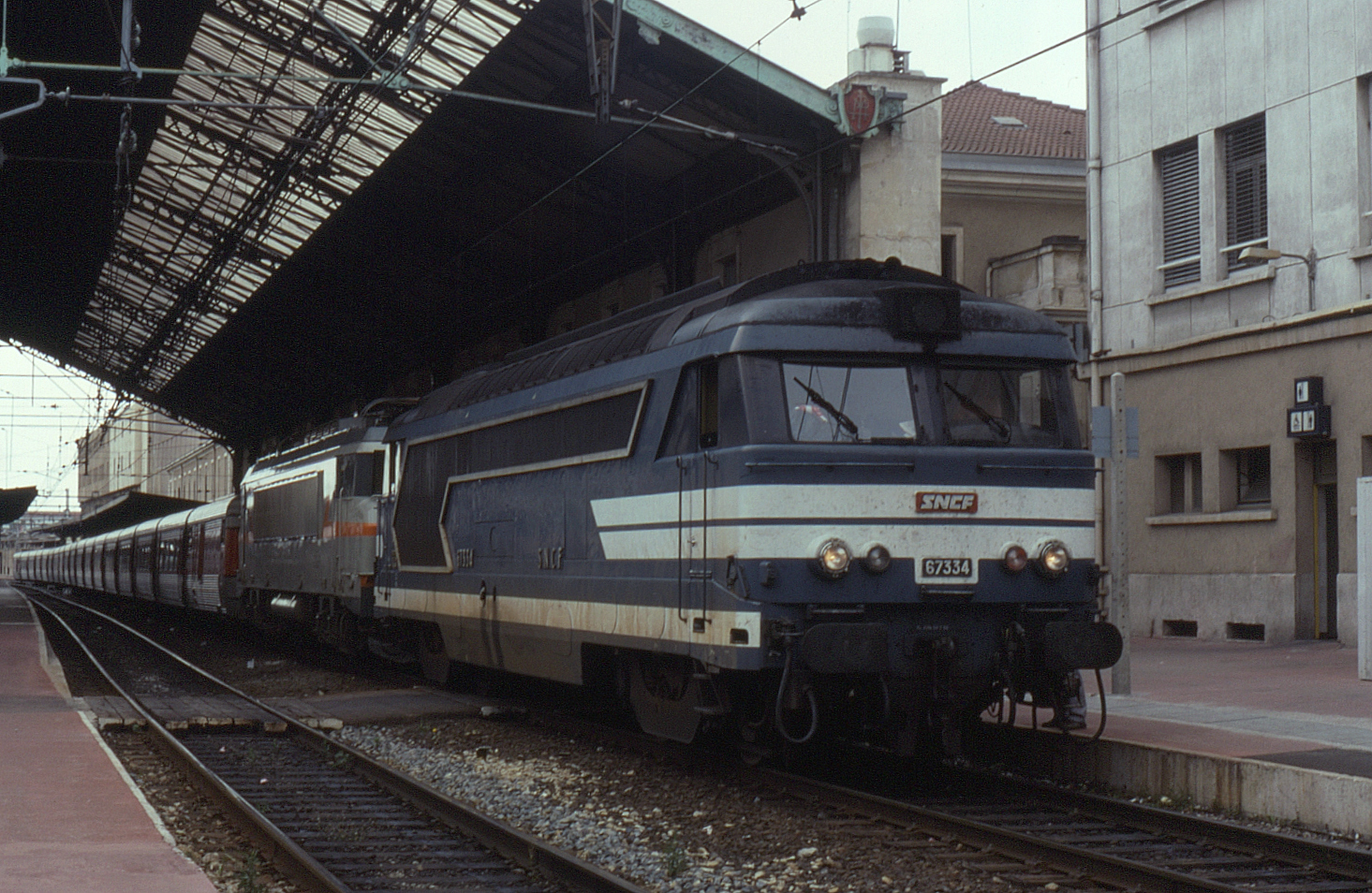
Livrée "Bleu diesel" d’origine avec cabines  renforcées et nouveaux feux
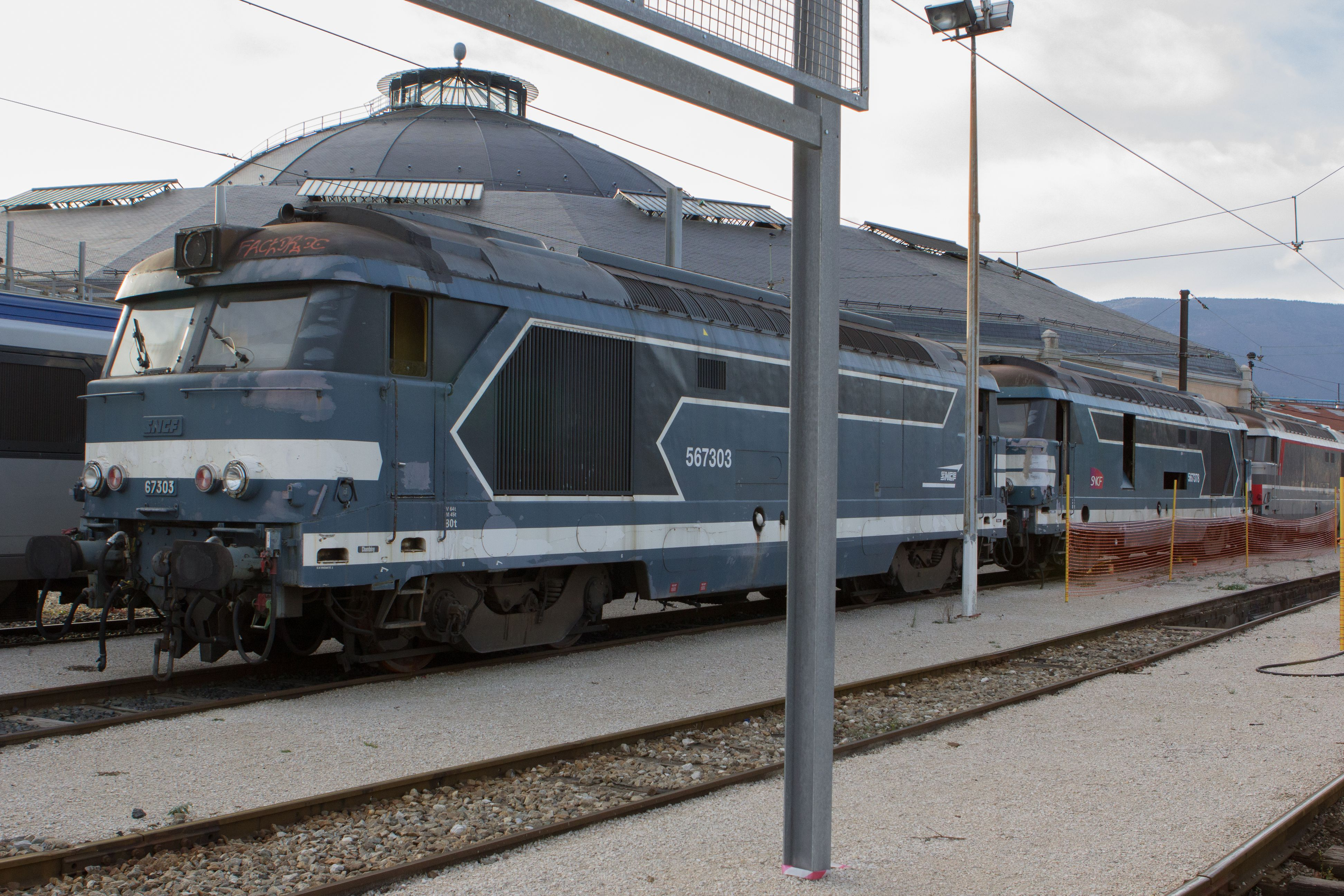
Livrée "Bleu diesel" avec flèches peintes
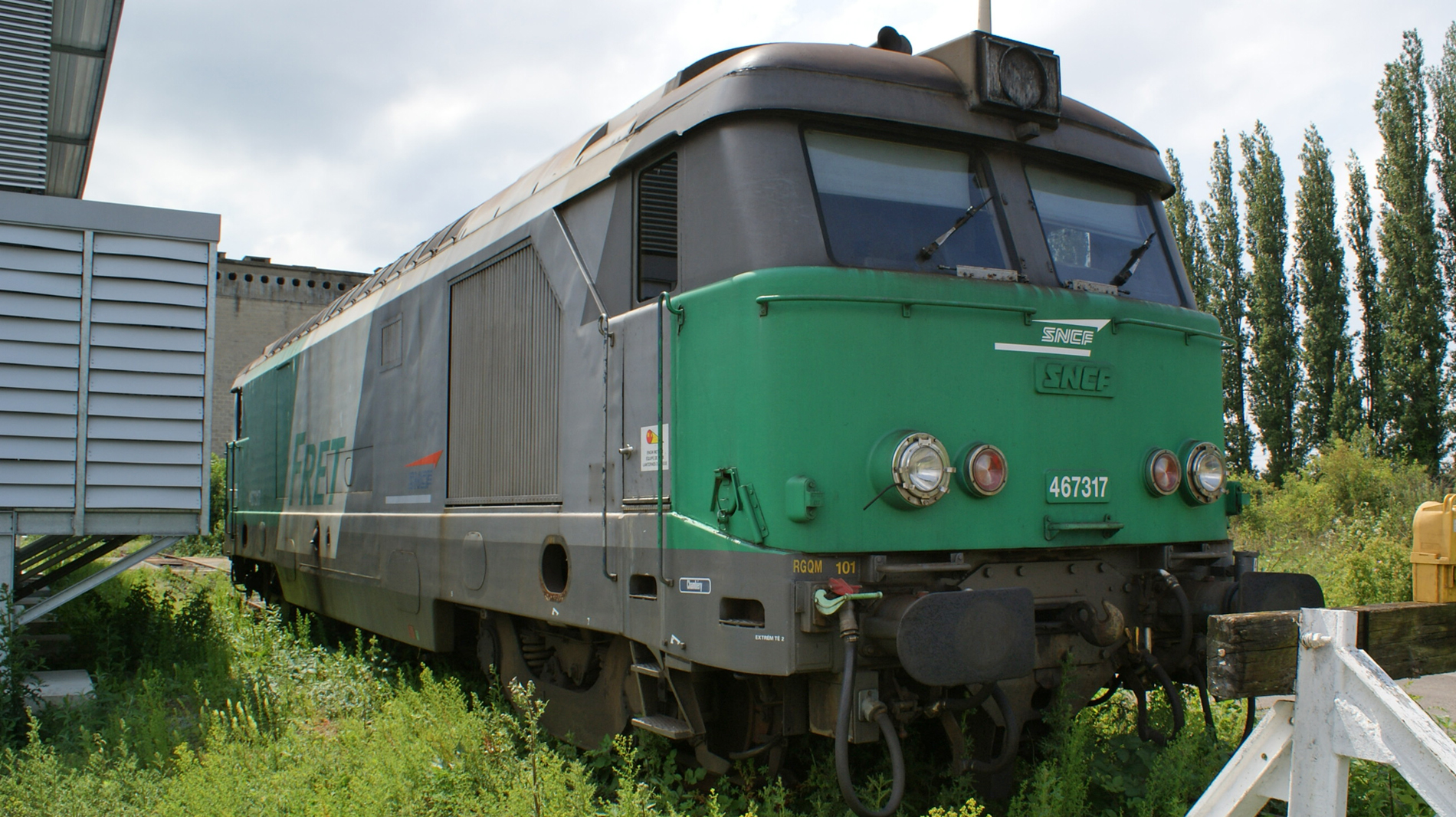
Livrée Fret
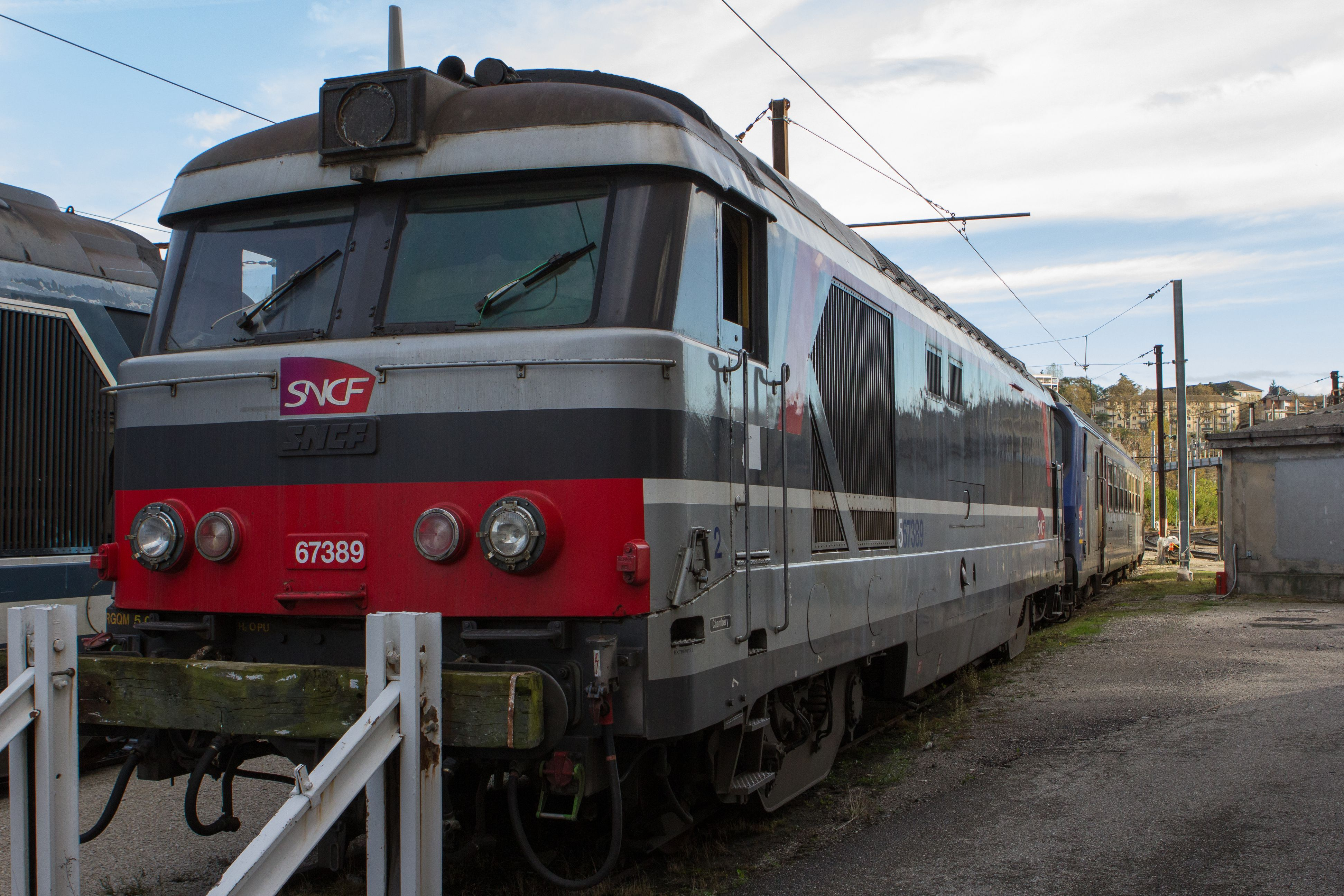
Livrée Corail+ rouge
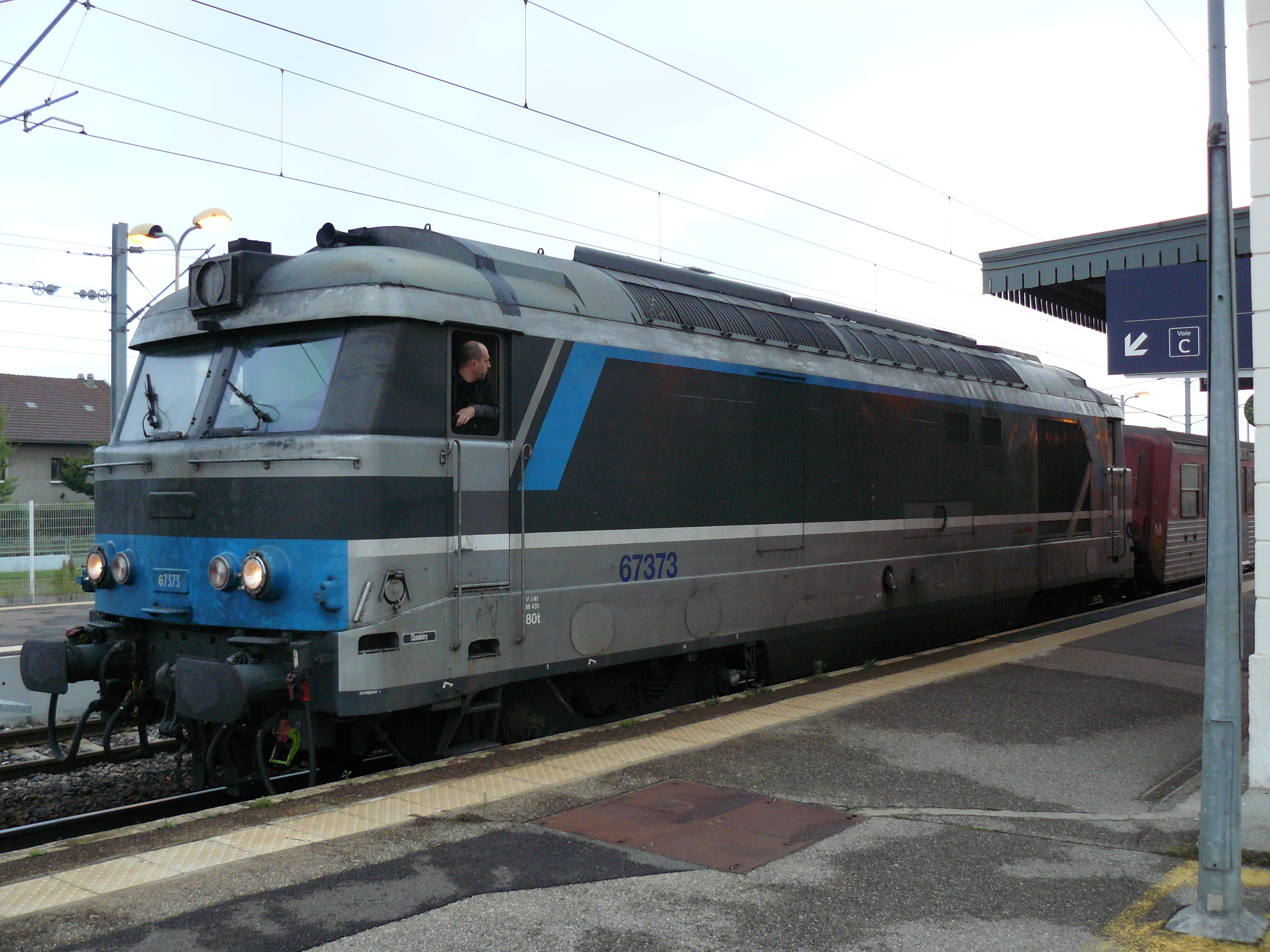
Livrée Corail+ bleu isabelle

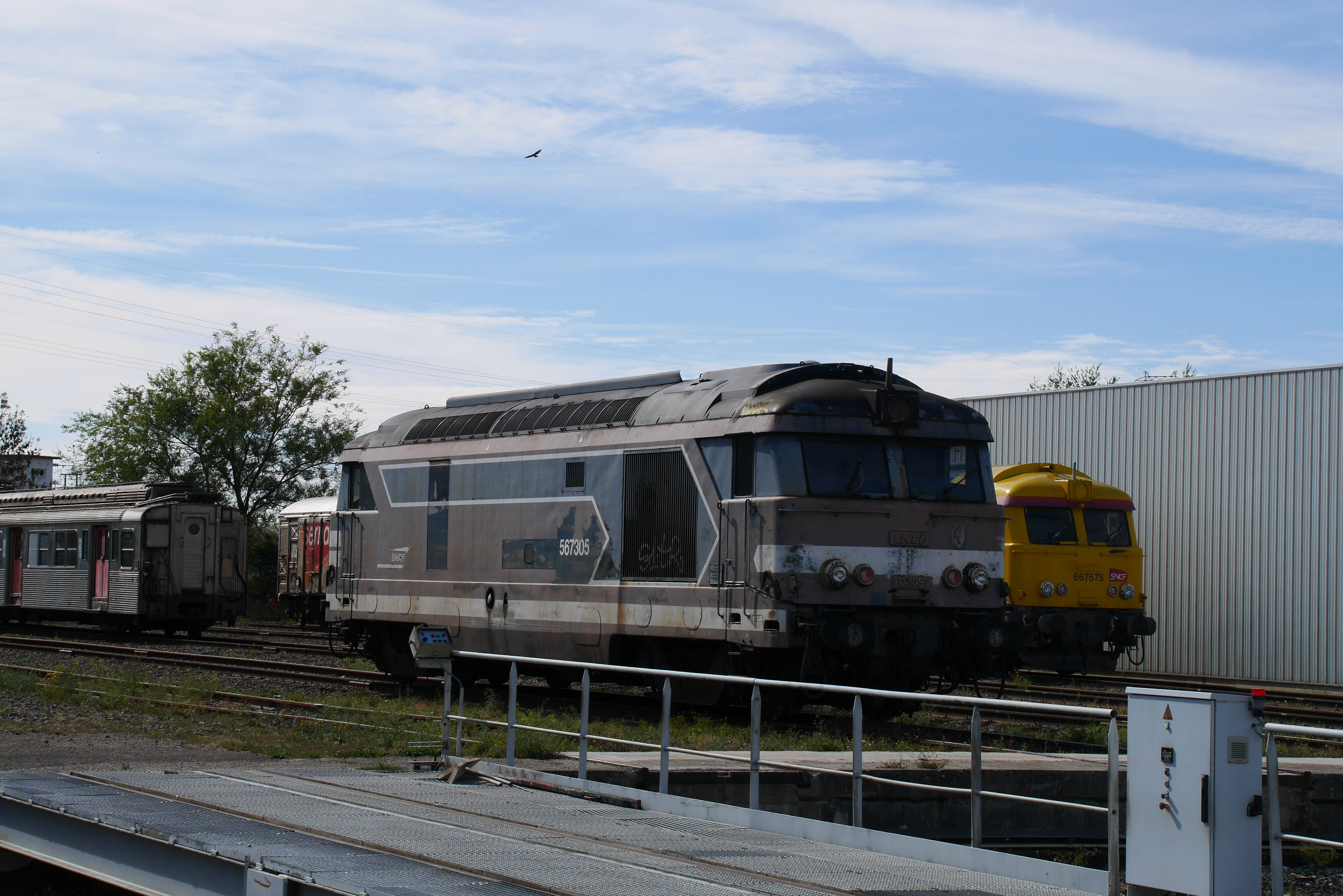
BB67305 en livrée "Bleu Diesel" au Musée du Chemin de Fer (Cité du Train) de Mulhouse au 22 septembre 2018.

### Machines conservées
- La BB 67305 est conservée à la Cité du train à Mulhouse[réf. nécessaire]

- La BB 67382 est conservée par l'ARCET à Lyon-Mouche[20]

## Culture
- 1978 : La BB 67306 fut utilisée au cinéma dans le film La Carapate.
- 1998 : La gare de La Souterraine apparaît dans le film de Patrice Chéreau Ceux qui m'aiment prendront le train. À la 25e minute de ce film, la première vue complète du train en permet de constater qu'il est tracté par une CC 72000. Pourtant, à la 39e minute de ce film l'unique vue complète du train qui repart de la gare de La Souterraine est tracté par une BB 67000 ou l'une de ses versions (gros plan sur la locomotive à la 40e sans que le numéro de série soit lisible)...

## Modélisme
Cette locomotive a été reproduite en HO par les firmes Piko, Lima, Hornby-Jouef, REE Modeles et Rivarossi, et en N par les firmes Lima Minitrix et Vapeur70.